# بيرند توماس رامب
بيرند توماس رامب (بالألمانية: Bernd-Thomas Ramd) هو اقتصادي ألماني، وسياسي سابق، ولد في 6 نوفمبر 1947 في كاسل بولاية هِسِّن الألمانية، كان عضوًا وأحد مؤسسي حزب اتحاد المواطنين الأحرار، وهو مؤلف لوسائل إعلام اليمين الجديد، كما أنه أستاذ مشارك في مادة الاقتصاد بجامعة سيجن.

## حياته ومسيرته الأكاديمية
ولد بيرند توماس رامب ابنًا لطبيب أسنان يدعى بيوس رامب وزوجته إيرمجارد رامب (المولودة بلقب كناوف)، وذلك في مدينة كاسل، حيث التحق بمدرسة أونتر نويشتادت الابتدائية ومدرسة فريدريش الثانوية الإنسانية. بعد تخرجه من المدرسة الثانوية عام 1966م، درس الرياضيات والفيزياء وإدارة الأعمال في جامعة جوستوس ليبيج في غيسن وفي جامعة فيليبس في ماربورغ. في عام 1970 كان طالبًا متدرباً (ثم عاملًا حراً)، ثم تدرب كمبرمج ومحلل أنظمة في فرع شركة آي بي إم-ألمانيا (بالإنجليزية: IBM-Germany)‏ في كاسل، وفي قسم تطوير التطبيقات التابع للشركة في شتوتغارت. إلى جانب دراسته، عمل كمبرمج ومحلل أنظمة مستقل.
في عام 1973 حصل على دبلوم في الرياضيات من جامعة فيليبس وأصبح مساعد باحث لعالم الاقتصاد أرتور ڤول في قسم الاقتصاد بجامعة سيجن. بالإضافة إلى ذلك، حصل على وظيفة محاضر في قسم الاقتصاد في جامعة جيسِن للعلوم التطبيقية في مادة الإحصاء وبحوث العمليات.
في عام 1976 حصل على درجة الدكتوراه في الاقتصاد من جامعة سيجن. وفي العام نفسه أصبح مسؤول الصحافة في الجامعة، ومن 1984 إلى 1989 أستاذًا للاقتصاد ومن عام 1991 أستاذاً مشاركاً. مجالات بحثه الرئيسية هي: السياسة الاقتصادية العامة، النظرية النقدية والسياسة النقدية والسياسة الأوروبية.
من العام 1986 حتى العام 1988، شارك في الرابطة الألمانية للبحوث في مجال «الاقتصاد الكلي النقدي» ومن 1989 حتى 1993 شغل مناصب الأستاذية بالنيابة والأساتذة الزائرين بجامعة الرور في بوخوم، وفي جامعة ولاية هسن، جامعة كاسل وجامعة ماينتس. من عام 1990 حتى 1992 حصل على مهام تدريسية في كل من جامعة علوم النقل في درسدن، جامعة هاينريش-هاينه في دوسيلدورف، جامعة لايبزيج، جامعة ميرسبورغ التقنية والجامعة التقنية في تسيتاو.
منذ عام 1993 يعمل بشكل مستقل بوظيفة مستشار في مجال الشركات والاستثمار في ليندن بالقرب من مدينة غيسن، كما يشغل منصب رئيس المجلس الإشرافي في شركة الأنظمة الاقتصادية (بالإنجليزية: GWS AG)‏، في كاسل.

## العمل السياسي والاجتماعي
في عام 1994 أسس رامب مع اقتصاديين آخرين الحزب الشعبوي اليميني «اتحاد المواطنين الأحرار»، وكان نائب رئيس الحزب على المستوى الفيدرالي ورئيس الحزب في ولاية هيسن. ظل عضوًا في ذلك الحزب الصغير حتى عام 1999. من عام 1996 إلى عام 2013 كان المحرر الاقتصادي في الصحيفة الأسبوعية اليمينية «الحرية الشابة».
كان رامب أيضًا مؤلفًا في المجلة التحرُّرِية «حر بشكل خاص» ، المرتبطة باليمين الجديد، وكذلك في «مجلة ألمانيا» التابعة لجمعية الألمان المحافظين (بالألمانية: Die Deutschen Konservativen) وفي «الصحيفة الألمانية» المحافظة، كما أجرى مقابلة مع مجلة اليمين الجديد «انفصال».